# Camico
Camico (Κᾰμῑκός, in greco antico; Camīcus in latino; in italiano è letta Camìco con pronuncia latina, Càmico con quella greca. Forse da identificarsi con l'odierna Sant'Angelo Muxaro) era un'antica città sicana, sede della reggia di Kokalos. Secondo il mito, a Camico venne ospitato Dedalo, in fuga da Creta, e Minosse vi trovò la morte, ucciso dalle figlie di Kokalos.
Esisteva ancora al tempo della prima guerra punica: Diodoro Siculo, infatti, la descrive come φρούριον Ἀκραγαντίνων, phrourion di Akragas.
Da alcuni studiosi è stata identificata con le rovine pre-elleniche site nel territorio di Sant'Angelo Muxaro, comune italiano della provincia di Agrigento o secondo altri nel territorio del comune di Sciacca (vedi le stufe del Monte Kronio) e /o Caltabellotta, anch'essi in provincia di Agrigento. Tra le diverse ipotesi di localizzazione di Camico, viene indicata anche Sutera in provincia di Caltanissetta. In assenza di documentazioni archeologiche, l'ipotesi è supportata dalle caratteristiche del monte S. Paolino, che come descritto da Diodoro Siculo poteva essere difeso da due uomini e che mostra ancora sulla sua sommità tracce di antiche strutture murarie e fortificazioni.
In una rarissima carta nautica di Filippo Cluverio del 1641 risulta evidenziata Camico, situata tra Agrigento ed Eraclea Minoa.

## Storia

### I Cretesi a Camico
Narra Erodoto nel VII libro della sua opera che la città di Camico subì l'assedio dei Cretesi, giunti dalla loro isola per vendicare la morte di Minosse: dopo cinque anni di guerra, i Cretesi, non riuscendo a espugnare la città, abbandonarono il campo di battaglia:
(Erodoto, Storie, VII,170,1-2)